# Asteriacites

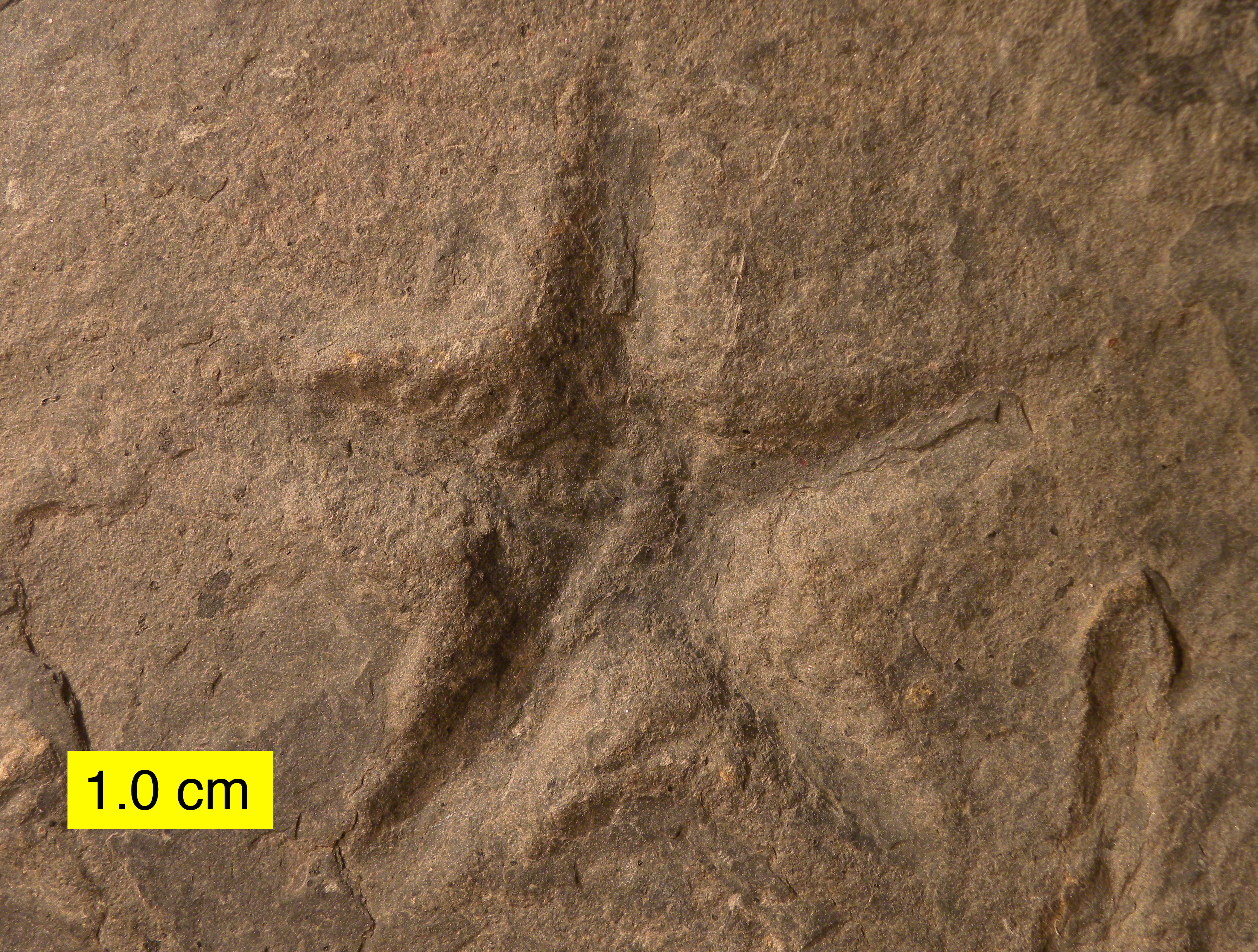
Asteriacites sp.

Asteriacites von Schlotheim, 1820 es un paragénero de icnofósiles de facies marina profunda a superficial presente en rocas sedimentarias del periodo Cámbrico a la actualidad. Estos icnofósiles han sido identificados inequívocamente como trazas de descanso realizadas por equinodermos ofiuroideos y asteriodeos
Las trazas de Asteriacites aparecen como hiporelieves y como epirelieves. Tienen una morfología estrellada con cinco brazos marcados y usualmente con estriación trasversal en ellos. En numerosos ejemplares se ha observado que una porción del perímetro del fósil aparece menos marcada o casi borrada. Experimentos realizados con equinodermos actuales han demostrado que el borrado parcial de una zona de la traza se debe al propio desplazamiento del organismo que lo realizó.
Estas marcas son producidas por equinodermos de simetría radial al reposar enterrados o semienterrados en el sustrato arenoso (icnofósiles tipo domichnia) donde las marcas trasversales que a veces aparecen se corresponderían a los pies ambulacrales. La mucosidad segregada por estos animales contribuye a la conservación de la traza y permite que sea reutilizada por otros organismos. La icnoespecie tipo es Asteriacites lumbricalis que von Schlotheim describió en sedimentos del Jurásico Inferior de Alemania en 1820 y con posterioridad se han identificado cuatro más. La asignación de estas trazas a un taxón en problemática. En 1953 Adolf Seilacher demostró que Ophiura texturata, un ofiuroideo actual,  realizaba cuatro tipos de marcas todas asignables a la icnoespecie Asteriacites lumbricalis mientras que Astropecten aurantiacus, un asteroideo actual, las hacía similares a la icnoespecie Asteracites quinquefolius. Gracias a ello se pudo hacer una clasificación primaria entre trazas realizadas por ofiuroideos y por asteriodeos. Estudios posteriores han puesto en duda esta clasificación al constatarse que algunos ofiuroideos podían realizar marcas similares a Asteracites quinquefolius.